# Coccimorphus
Coccimorphus é um género de coleópteros da família Erotylidae.